# ロマン・ベズス
ロマン・ベズス（Roman Bezus、1990年9月26日 - ）は、ウクライナ・クレメンチューク出身のプロサッカー選手。ウクライナ代表。ポジションはミッドフィールダー。

## クラブ経歴
地元クラブのMFCクレミン・クレメンチュークでキャリアをスタート。
2009年、FCヴォルスクラ・ポルタヴァに移籍。2012年にはリーグの最優秀若手選手に選ばれた。
2013年、FCディナモ・キーウに移籍。
2015年1月10日、FCドニプロに移籍。
2016年7月12日、シーズンいっぱいの契約でシント＝トロイデンVVに加入。
2019年1月25日、KAAヘントに移籍。
2022年8月9日、オモニア・ニコシアに移籍。

## 代表歴
2011年11月11日、ドイツ代表との親善試合でウクライナ代表初キャップ。

### ゴール
| #  | 開催日         | 開催地       | 対戦国       | スコア | 結果 | 試合概要                    |
| -- | -------------- | ------------ | ------------ | ------ | ---- | --------------------------- |
| 1. | 2013年6月7日   | ポドゴリツァ | モンテネグロ | 4–0    | 4–0  | 2014 FIFAワールドカップ予選 |
| 2. | 2013年9月6日   | リヴィウ     | サンマリノ   | 7–0    | 9–0  | 2014 FIFAワールドカップ予選 |
| 3. | 2013年10月15日 | セラヴァッレ | サンマリノ   | 7–0    | 8–0  | 2014 FIFAワールドカップ予選 |
| 4. | 2014年9月3日   | キエフ       | モルドバ     | 1–0    | 1–0  | 親善試合                    |
| 4. | 2019年11月14日 | ザポリージャ | エストニア   | 1–0    | 1–0  | 親善試合                    |

## タイトル

### クラブ
ヴォルスクラ・ポルタヴァ
- ウクライナ・カップ: 2009–10

ディナモ・キエフ
- ウクライナ・プレミアリーグ: 2014–15
- ウクライナ・カップ: 2013–14, 2014–15

ヘント
- ベルギーカップ: 2021-22